# Hermine Reuß xứ Greiz
Hermine Reuß xứ Greiz (tiếng Đức: Hermine Reuß zu Greiz; 17 tháng 12 năm 1887 – 7 tháng 8 năm 1947) là người vợ thứ hai của Wilhelm II của Đức. Hermine và WIlhelm II kết hôn vào năm 1922, bốn năm sau khi Hoàng đế Đức thoái vị. Một số người ủng hộ Vương tộc Hohenzollern gọi Hermine là Hoàng hậu Hermine.